# T17 Deerhound
Ne doit pas être confondu avec T17E1 Staghound.
« T17 » redirige ici. Pour les autres significations, voir T17 (homonymie).
La T17 (Deerhound), parfois aussi appelée M5, est une automitrailleuse intermédiaire produite par Ford pendant la Seconde Guerre mondiale. Le modèle ne connu toutefois pas le succès escompté, l’US Army lui préférant la M8 Greyhound et les Britanniques choisissant le véhicule développé concurremment par Chevrolet, la T17E1 Staghound. Sur plus de deux mille exemplaires prévus, seuls deux cent cinquante furent finalement produits et affectés à la police militaire.

## Historique

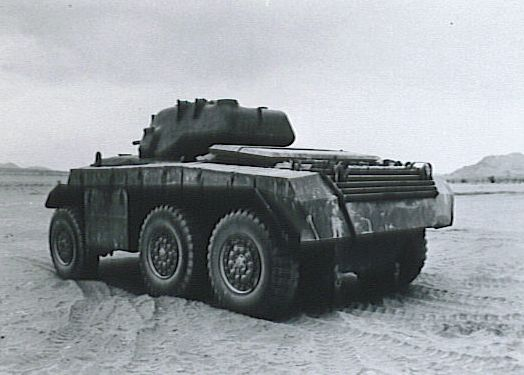
Un T 17 ou M5 vu de dos.

En juillet 1941, poussés par les Britanniques qui alertaient sur la nécessité de disposer d’automitrailleuses intermédiaires et lourdes pour contrer les véhicules allemands correspondants, l’Ordnance Department de l’US Army lança un marché pour le développement et la fourniture d’engins de ces deux types, sous l’appellation T17 pour le premier et T18 pour le second. Le projet d’automitrailleuse intermédiaire intéressa les entreprises Ford et Chevrolet, chacune proposant un modèle, celui de Chevrolet étant désigné T17E1 afin d’éviter les confusions.
Les deux projets étaient similaires, avec le même niveau de blindage et, initialement du moins, la même tourelle, produite par l’arsenal de Rock Island. Ils se distinguaient toutefois au niveau de leur train de roues, la T17E1 étant 4X4, tandis que la T17 était 6x6, ce qui avait pour conséquence de rendre le véhicule de Ford plus lourd.
Les États-Unis passèrent commande dès janvier 1942 de 2270 exemplaires, puis de 1500 de plus en juin, pour un total de 3760. Le développement prit toutefois du retard après la livraison du véhicule pilote en mars 1942 en raison de problèmes de motricité, et seulement trente deux T17 furent produits cette année là.
Le premier coup au projet vint à la fin de l’année 1942: l’US Army, souhaitant standardiser sa production d’automitrailleuses et ne conserver qu’un seul modèle parmi le nombre pléthorique de véhicules alors en développement, chargea une commission dirigée par le brigadier général Palmer de faire le tri. Préférant les automitrailleuses légères, vues comme plus flexibles et moins chères, cette commission élimina d’entrée toutes les automitrailleuses intermédiaires et lourdes, dont la T17. Ford fut toutefois autorisé à compléter 250 exemplaires, l’idée étant alors de les envoyer aux Britanniques; cependant, ceux-ci, après avoir procédés à des essais entre la T17 et la T17E1, considèrent cette dernière nettement plus performante et ne souhaitèrent pas acquérir le modèle de Ford. N’ayant pas d’usage particulier pour la T17, l’US Army transféra les véhicules, sans leur canon, à l’US Military Police Corps qui les utilisa pour des tâches mineures, notamment de patrouille aux États-Unis.

### Données techniques
|                          | T17      |
| Longueur                 | 5,54 m   |
| Largeur                  | 2,59 m   |
| Hauteur                  | 2,31 m   |
| Garde au sol             | 0,34 m   |
| Masse à vide             | 12973 kg |
| Masse en ordre de combat | 14515 kg |

|                                        | T17                                 |
| Motorisation                           | 2 Hercules JXD 6 cylindres en ligne |
| Puissance                              | 320 hp à 3200 tours par minute      |
| Puissance massique                     | 13,8 hp/t                           |
| Type de carburant                      | Essence 72 octane                   |
| Contenance des réservoirs de carburant | 284 L                               |
| Vitesse maximale                       | 97 km/h                             |
| Autonomie                              | Env. 402 km                         |
| Franchissement hauteur                 | 0,46 m                              |
| Franchissement largeur                 | 0,46 m                              |
| Franchissement profondeur              | 0,81 m                              |
| Franchissement pente                   | 60 %                                |

|                | T17           |
| Caisse avant   | 19,1 mm à 42° |
| Caisse côtés   | 19,1 mm à 22° |
| Caisse arrière | 12,7 mm à 10° |
| Tourelle       | 31,8 mm à 45° |
| Tourelle toit  | 6,4 mm à 90°  |

|                                   | T17                                                           |
| Armement principal                | 1 canon M6 de 37 mm sur monture M24 en tourelle               |
| Traverse armement principal       | 360° hydraulique ou manuel                                    |
| Élévation armement principal      | +45° à -10°                                                   |
| Cadence de tir armement principal | 30 coups par minute                                           |
| Conduite de tir                   | Périscope M4 et télescope M40                                 |
| Munitions armement principal      | 111 obus                                                      |
| Armement secondaire 1             | 1 mitrailleuse Browning M1919A4 coaxiale                      |
| Armement secondaire 2             | 1 mitrailleuse M1919A4 de proue                               |
| Armement secondaire 3             | 1 mitrailleuse M1919A4 de toit                                |
| Munitions armement secondaire     | 4750 cartouches                                               |
| Autre armement                    | 1 mitraillette Thompson M1928A1 (450 cartouches), 12 grenades |
| Radio                             | Number 19 britannique                                         |